# 審忠
審忠（?—?），字公诚。梁郡（今属安徽省砀山县）人，东汉政治人物。
審忠官至郎中。汉灵帝时，宦官当政，光和二年（179年），司隶校尉阳球奏请诛杀宦官王甫及其子长乐少府王萌、沛相王吉。当时连有灾异，審忠以为是华容侯朱瑀、育阳侯曹节等人所犯罪恶所感应，乃上书汉灵帝，为皇太后窦氏、太傅陈蕃、大将军窦武鸣冤。奏章没有答复。曹节领尚书令。光和四年（181年），曹节卒赠车骑将军。朱瑀病卒，养子传国。中平六年（189年），袁绍诛宦官，審忠被辟公府。

## 延伸阅读
[在维基数据编辑]
 《後漢書·卷78》，出自范晔《後漢書》